# Pilav
Pilav je jelo od riže, ili u nekim regijama od pšenice, čiji recept obično uključuje kuhanje u juhama, dodavanje začina i drugih sastojaka, poput povrća ili mesa.
Ovo jelo je primjerice u Srbiju došlo s Turcima.